# 方毅家
方毅家（英語：Fang Yi-Jia，2003年11月7日—），藝名為LAURENCE（： lolenseu），是於韓國發展台灣男歌手，現為n.CH娛樂旗下男團n.SSign的成員。

## 演藝生涯

### 出道前
2020年8月29日，參加第15屆全球城市形象大使暨全球城市小姐先生台灣賽區選拔大賽，最終獲得全球先生第3名。
2022年5月19日，以藝名LAURENCE出演韓國電視台Channel A推出的選秀節目《青春明星》，最終以第九名成績遭到淘汰。

### 2023年至今：於n.SSign出道
2023年6月30日，n.CH娛樂宣布透過節目《青春明星》成立的七人男團n.SSign將增加3名成員，以十人團體出道，同年7月8日宣布LAURENCE為團體的新成員。
2023年8月9日，以團體n.SSign成員身份，發行首張專輯《BIRTH OF COSMO》正式出道。